# La Puerta (Riaño)
La Puerta fue una localidad situada en el noreste de la provincia de León y perteneciente al municipio de Riaño, en la comarca de la Montaña de Riaño. Los terrenos de La Puerta limitaban con los de Escaro al norte, y Riaño al sur.

## Historia
Conocido como barrio del Riaño desaparecido, el caserío estaba situado a la vera del Esla en dirección a Burón, a la entrada de “la Hervenzosa”, el amplio valle de montaña coronado por las grandes peñas calizas del macizo del Yordas y la Sierra de Hormas. El padrón vecinal de Ensenada del año 1752, en el apartado titulado Asiento general de las cabezas de casa, le daba a La Puerta 39 ‘cabezas’, «de las cuales 21 aparecen como del estado noble».
El origen del pueblo parece ser la ermita que en el siglo xiii se menciona en los archivos de la Catedral de León con el nombre de San Pedro de La Porta, advocación que la capellanía existente ya en 1575 se cambió a la de Nuestra Señora del Rosario.
Asimismo, se documenta históricamente que La Puerta fue, junto con Riaño y Salio, una de las pobladuras montañesas que desde el siglo xvi fueron señorío de los condes de Alba de Aliste, y luego de los marqueses de Távara. El origen del señorío se asienta en el mayorazgo de Villada fundado el 10 de abril de 1504 por Enrique Enríquez, tercer hijo del Almirante de Castilla, comendador mayor de León y mayordomo mayor de Fernando el Católico. En la vecina localidad de Retuerto se conserva un escudo de piedra con los blasones de los Mancebo, familia noble de La Puerta.

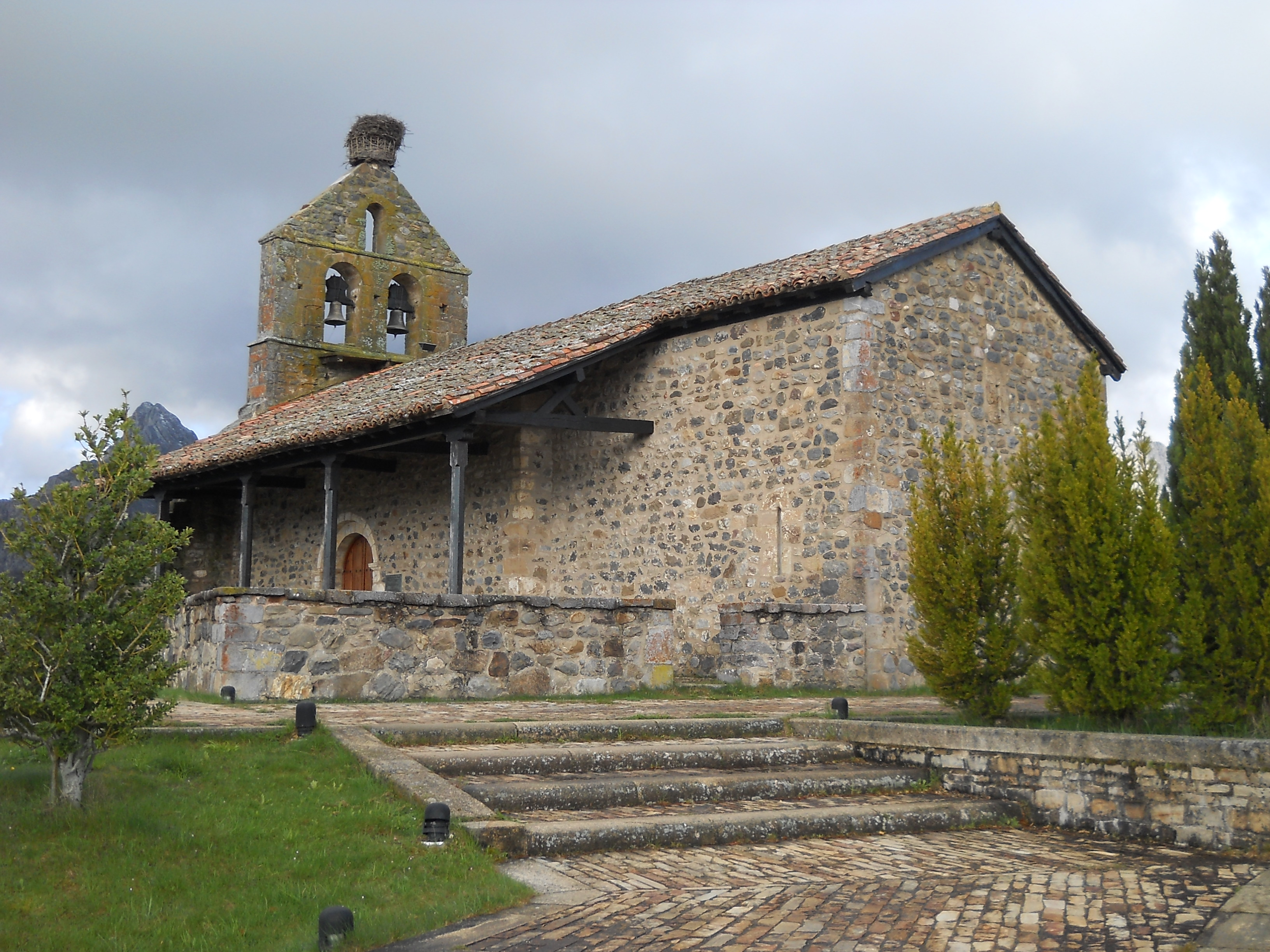
Aspecto de la iglesia de La Puerta tras su traslado y restauración, en el Nuevo Riaño, en 2013.

En la cancela del portillo que daba entrada al jardín de la pequeña iglesia de La Puerta, el herrero había labrado a forja unos caracteres en hebreo. Antes de la inundación, la obra arquitectónica fue desmontada y trasladada a las inmediaciones del Nuevo Riaño. Durante ese proceso se descubrieron un conjunto de pinturas góticas que cubiertas de cal se habían conservado en el ábside de la cabecera de la antigua construcción.
La Puerta fue destruido para la puesta en funcionamiento del embalse de Riaño, junto con los pueblos vecinos de Huelde, Éscaro, Anciles, Pedrosa del Rey, Riaño, Salio, y buena parte de Burón y Vegacerneja que perdieron parte del caserío.
Con las vegas de La Puerta a sus pies, se encontró durante años el Parador Nacional de Turismo de Riaño, posteriormente abandonado y anegadas asimismo sus ruinas por las aguas del pantano.